# Nombre de Stewart
Le nombre de Stewart {\displaystyle (St,N)} est un nombre sans dimension utilisé en magnétohydrodynamique pour caractériser l'influence d'un champ magnétique sur l'écoulement d'un fluide. Il représente le rapport entre la densité de la force magnétique et la quantité de mouvement du fluide.
Ce nombre porte le nom de Balfour Stewart, physicien et ingénieur écossais.
On le définit de la manière suivante :
{\displaystyle St={\frac {B^{2}\sigma L_{c}}{\rho v}}={\frac {Ha^{2}}{Re}}}
avec :
- ρ - masse volumique
- v - vitesse du fluide
- σ - conductivité électrique
- Lc - longueur caractéristique
- B - champ magnétique
- Ha - nombre de Hartmann
- Re - nombre de Reynolds

On nomme ce nombre également nombre de Stuart en l'honneur de John Trevor Stuart, mathématicien anglais.